# サン・パオロ門

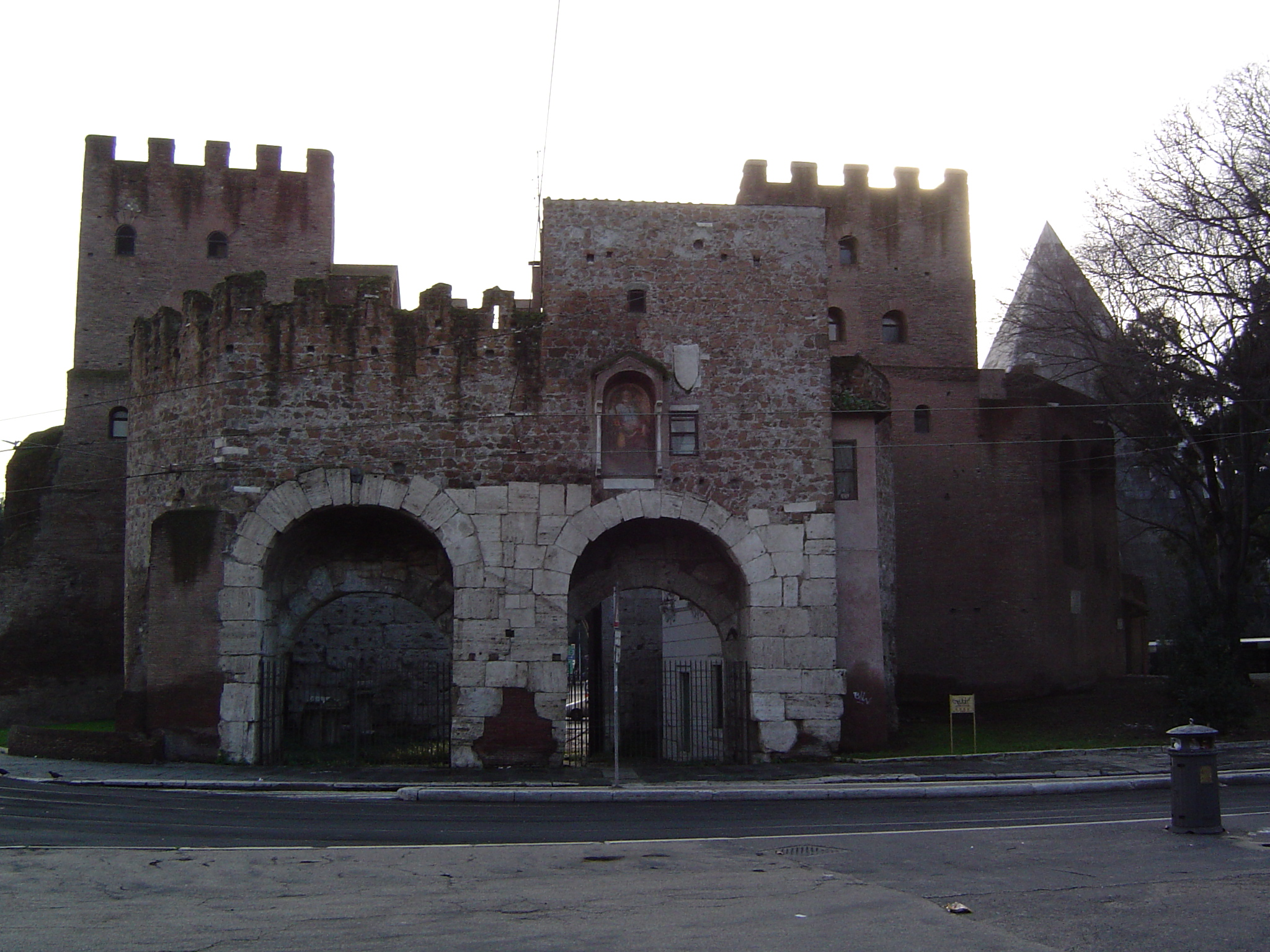
市内側のファサード

サン・パオロ門（イタリア語: Porta San Paolo）は、イタリア ローマの古代ローマ時代の城壁であるアウレリアヌス城壁に設けられた城門であり、古代ローマ時代にはオスティエンセ街道の起点のオスティエンセ門（ラテン語: Porta Ostiensis）と呼ばれていた。ローマ市内から市外にあるサン・パオロ・フオーリ・レ・ムーラ大聖堂に向かう経路にある門であることから、少なくとも6世紀頃にはサン・パオロ門と呼ばれるようになっていたようである。
外側の門の両脇に2本の塔を持ち、中庭を挟んで市内側にも門を持つ二重門の構造で、アウレリアヌス帝（在位270年 - 275年）が建設した時には市内側・市外側ともに通路のアーチ開口が2箇所ずつある姿だった。何時頃かは定かではないが、市外側の開口部は1つに縮減され、トラバーチンで造られた横幅の広い壁で埋められている形になっている。マクセンティウス帝（在位306年 - 312年）とホノリウス帝（在位395年 - 423年）の時代に改修が行われ、ホノリウス帝は塔のかさ上げも行った。

## オスティア街道博物館
塔内には1954年に開館したオスティア街道博物館があり、入場料無料で一般公開されている。
- 公式ページ http://archeoroma.beniculturali.it

なお、アウレリアヌス城壁に関する博物館はこの門内ではなく、サン・セバスティアーノ門内に置かれている。

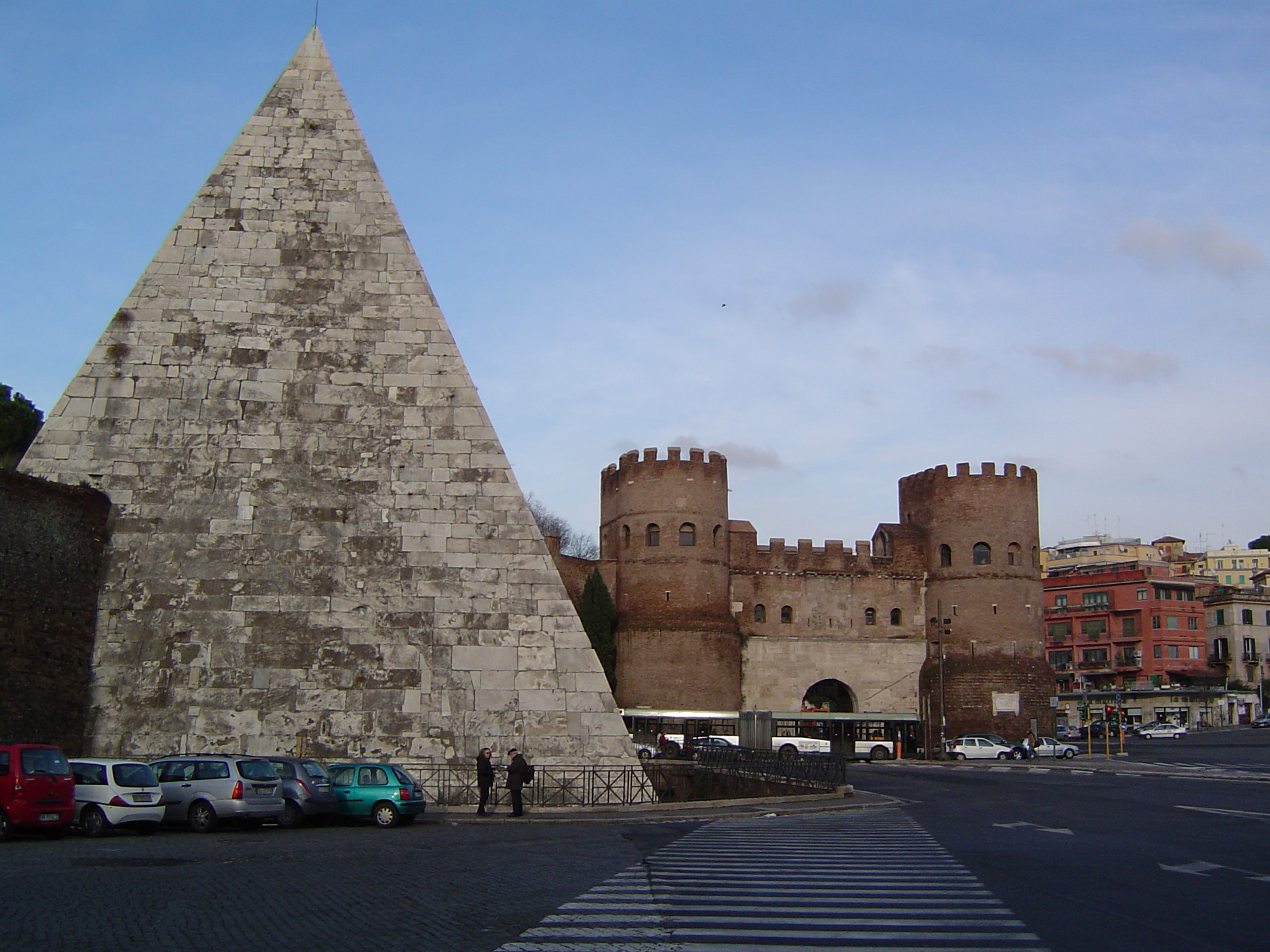
隣接してガイウス・ケスティウスのピラミッドが建つ

## アクセス
- ローマ地下鉄B線 ピラーミデ駅
- ローマ＝リード線 ローマ・ポルタ・サン・パオロ駅